# Station Zielonczyn
Station Zielonczyn is een spoorwegstation in de Poolse plaats Zielonczyn.